# Mission (Texas)
Pour les articles homonymes, voir Mission.
La ville américaine de Mission est située dans le comté de Hidalgo, dans l’État du Texas. Elle comptait 77 058 habitants lors du recensement de 2010.

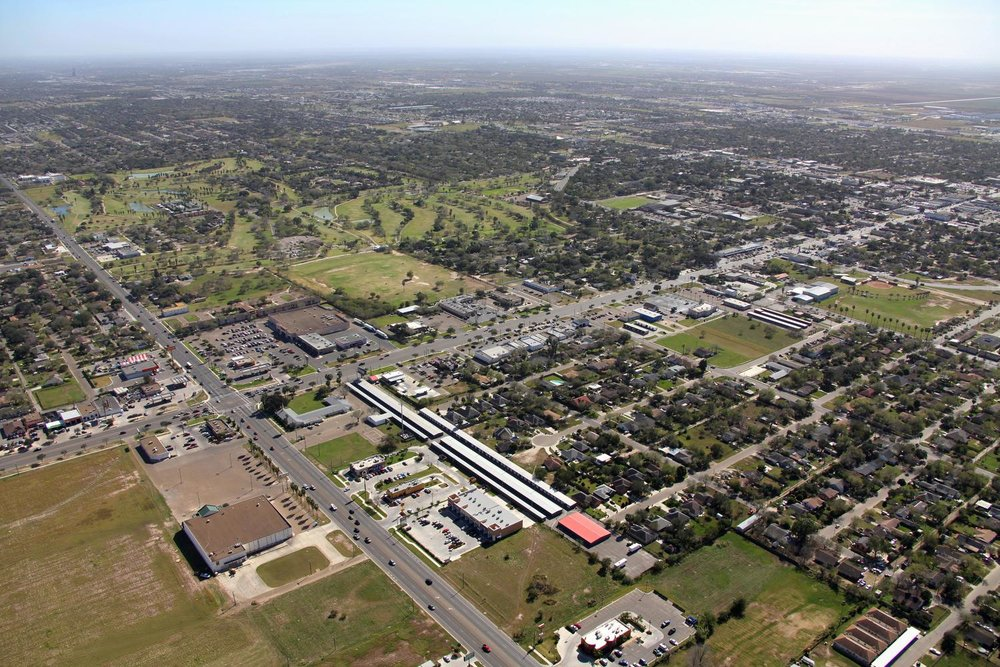
Mission,TX

## Source
- (en) Cet article est partiellement ou en totalité issu de l’article de Wikipédia en anglais intitulé « Mission, Texas » (voir la liste des auteurs).